# Édifice Belgo

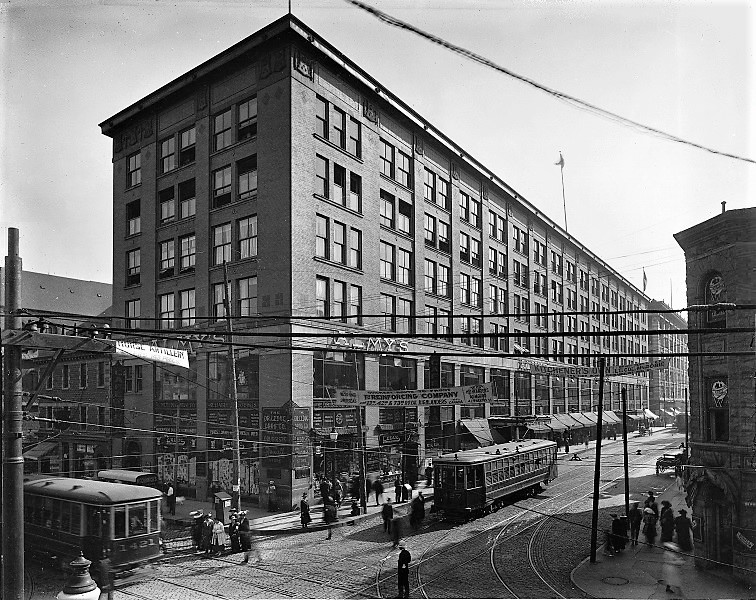
Le Belgo en 1912

 (mai 2025).
L'édifice Belgo est ancien édifice commercial de 6 étages transformé aujourd’hui en centre d’art dynamique qui rassemble plusieurs centres d'artistes autogérés, ateliers d'artistes et studios divers. Mais ce lieu est surtout connu pour accueillir une des plus grandes concentrations de galeries d'art contemporain au Québec et au Canada. Il abrite actuellement 28 galeries d'art, centres d'art et ateliers d'artistes. Il est situé au 372 rue Ste-Catherine Ouest à Montréal, dans ce qui est aujourd'hui le Quartier des spectacles.

## Histoire
L’édifice Belgo, conçu par la firme d'architectes Finley & Spence pour recevoir le magasin Scroggies, a été inauguré en 1912. Il a connu une rénovation majeure en 1958.

### Articles connexs
- Association des galeries d'art contemporain
- Gallea